# Cristian Hernández (futbolista nicaragüense)
Cristian Ulises Hernández González (Diriamba, Carazo, 26 de abril de 1991) es un futbolista delantero de Nicaragua, que juega para el Diriangén FC en la  Primera División.

## Carrera temprana
Cristian Hernández fue descubierto en 2007 durante un torneo juvenil sub-17 de fútbol en la ciudad de Diriamba, Nicaragua. Su desempeño destacado en el certamen llamó la atención del Diriangén FC, uno de los clubes más tradicionales y exitosos del fútbol nicaragüense. Impresionados por su talento y proyección, los directivos del club decidieron incorporarlo de inmediato a sus divisiones formativas.

## Carrera
Hizo su debut en la Primera División con el Diriangén FC en la victoria 5-1 contra el Real Estelí el 21 de diciembre de 2008,  sustituyendo a Samuel Wilson